# Mariala National Park
Mariala National Park är en park i Australien. Den ligger i delstaten Queensland, omkring 810 kilometer väster om delstatshuvudstaden Brisbane. Arean är 273 kvadratkilometer.
Trakten runt Mariala National Park är nära nog obefolkad, med mindre än två invånare per kvadratkilometer.. Det finns inga samhällen i närheten.
Omgivningarna runt Mariala National Park är i huvudsak ett öppet busklandskap. Genomsnittlig årsnederbörd är 409 millimeter. Den regnigaste månaden är januari, med i genomsnitt 84 mm nederbörd, och den torraste är april, med 6 mm nederbörd.